# 江田島応援団
江田島応援団（えたじまおうえんだん）は、広島県江田島市で活動する任意団体。兄・高田大輔と弟・高田洋輔の兄弟が中心となり江田島を盛り上げるために2022年4月より活動、そしてその活動をyoutubeで発信している。
二人は共に広島市出身であるが両親が旧安芸郡江田島町大須と切串出身である。

## 人物
- 高田大輔（たかただいすけ）
1981年生まれ。
好きな教科は、地理と歴史で、2022年4月に広島県江田島市江田島町切串に引っ越して現在は、リモートワークによる教育系の会社で営業職をしている。ちなみに大輔は江田島応援団の団長である。

- 高田洋輔（たかたようすけ）
1985年生まれ。
好きな教科は、政治と経済で、広島県広島市西区に在住している。現在は、医療系の会社勤務で営業職をしている。[4]

## 概要
2022年に兄・大輔が広島県江田島市江田島町切串に移住し活動を始めた。
主な活動地域は江田島市江田島町切串やその周辺。
主な活動は小学生を対象としたサッカー教室で江田島市立切串小学校と江田島市立三高小学校で行っている。また2022年に「江田島を音楽の島に」を合言葉に音楽活動を行っている。
現在は、重要テーマとして子育てしやすい島を掲げている。また、江田島切串新聞を発行したり、切串サマースクールの開催や、江田島サッカー大会の開催など。様々な場面で活躍している。
また、2023年3月から毎年、切串音楽祭を江田島市立切串小学校で開催している。
兄・大輔は主にベースを演奏し、弟・洋輔は主にボーカル、たまにギターを演奏している。
弟・洋輔は広島市で英会話教室を運営している。